# 袈裟固

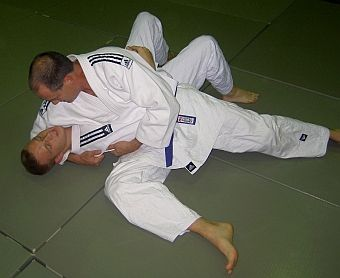
袈裟固の基本形

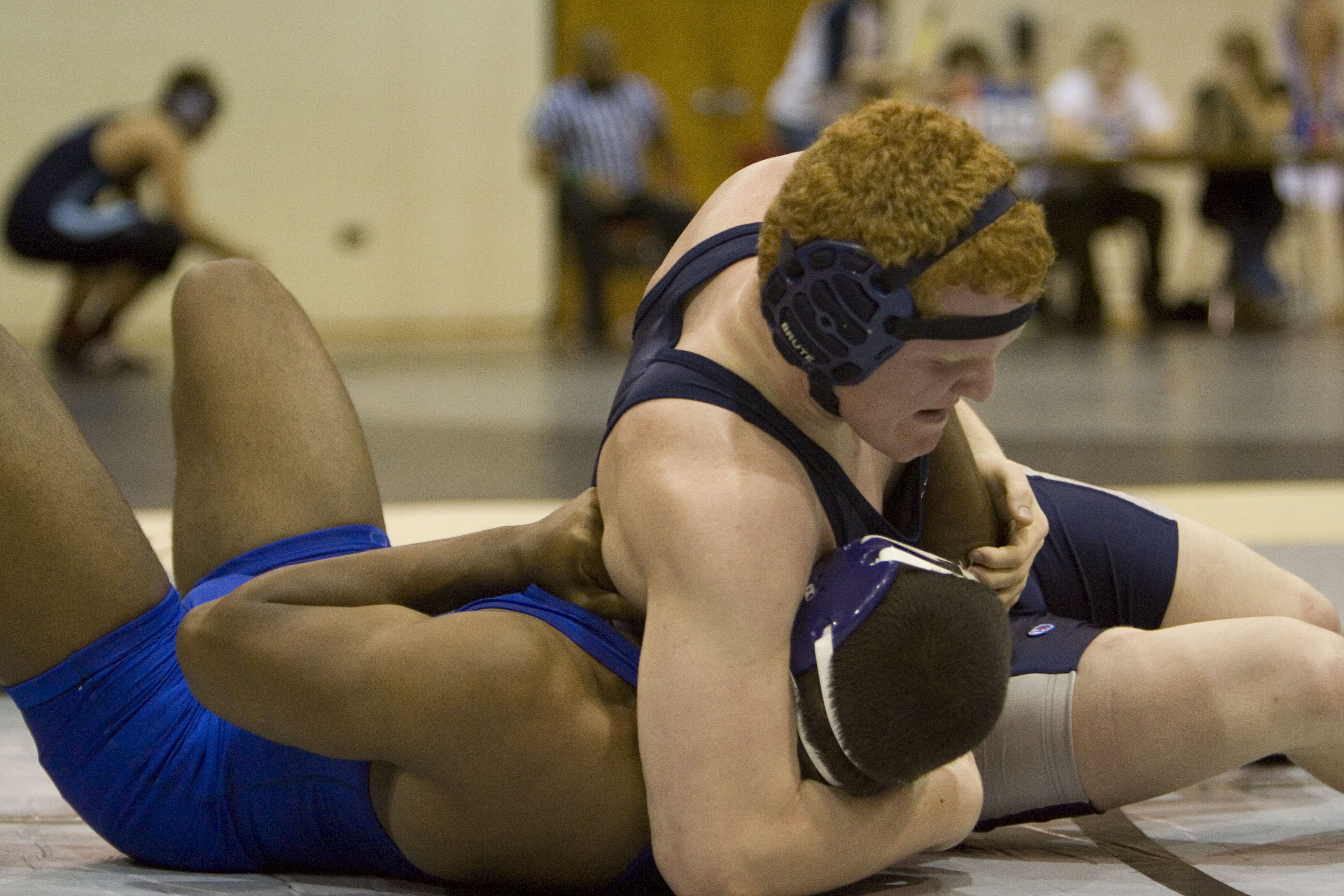
レスリングの試合で袈裟固の体勢でピンフォールを狙うレスラー（上）。

袈裟固（けさがため）は、柔道の固技の抑込技の一つ。講道館や国際柔道連盟 (IJF) での正式名。レスリングやブラジリアン柔術でも使われる技である。IJF略号KEG。講道館での旧正式名本袈裟固（ほんけさがため）。書籍『柔道神髄』での別名崩袈裟固（くずれけさがため）。神道六合流での別名襷固（たすきがため）。

## 概要
袈裟固系の抑込技のうち、相手の頭上の向きに向きながら相手の頭を抱えるもので崩袈裟固、肩固に含まれないものを袈裟固に分類している。書籍『柔道技の見極めハンドブック』では相手の片腕と頭を抱えないものは袈裟固には含まれないとしている。一方で映像資料『講道館柔道 固技 分類と名称』では相手の頭を抱えない袈裟固もあるとしている。
基本形は片方の腕で相手の首を抱えて、もう片方の腕で相手の腕を掴んで抑える技。柔道の寝技の中でも、基本的な寝技であり、抑込技の中でもおなじみの技である。腰を相手の脇に密着させて体を開き（若干相手に体重を預けるくらい）、相手の脇側（自分の体に近い側）の腕を自分の腕で深くはさみこみ、残った自分の腕を相手の首の下から差込み、首を抱え込んで前襟をつかみ相手の行動を封じ抑え込む。
柔道家の尾形源治の書籍『柔道神髄』では本袈裟固と崩袈裟固を通常とは逆に呼んでいる。

## 変化
講道館によると、相手の頭を抱えず右手で相手の左前襟をつかみ相手の上半身を制し、もう左腕で相手の右腕を抱えて抑える袈裟固もある。

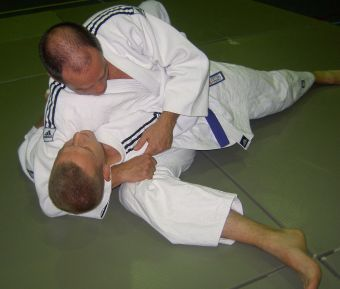
鉤袈裟固の実演

### 鉤袈裟固

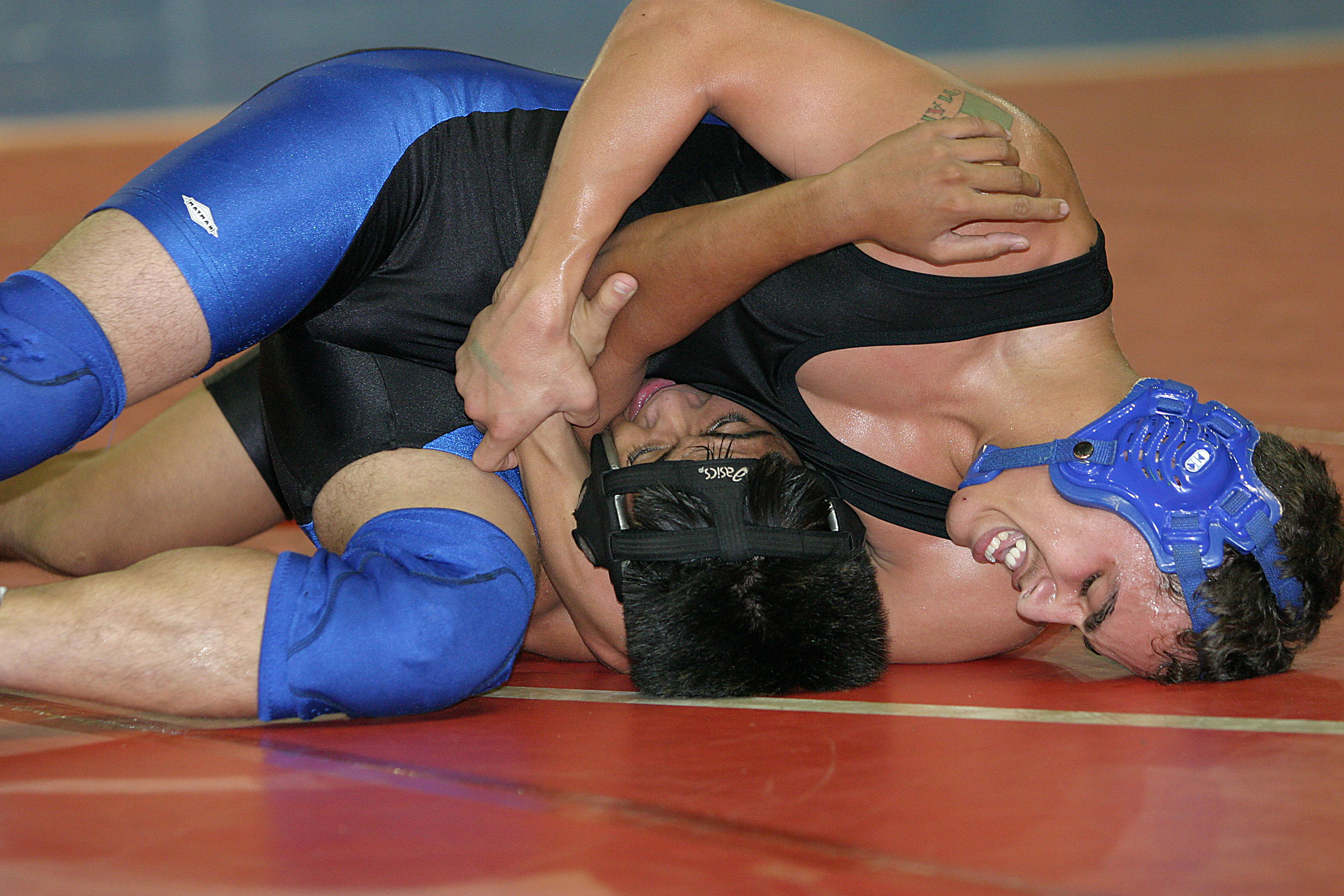
レスリングの試合での袈裟固の一種グランドヘッドロック

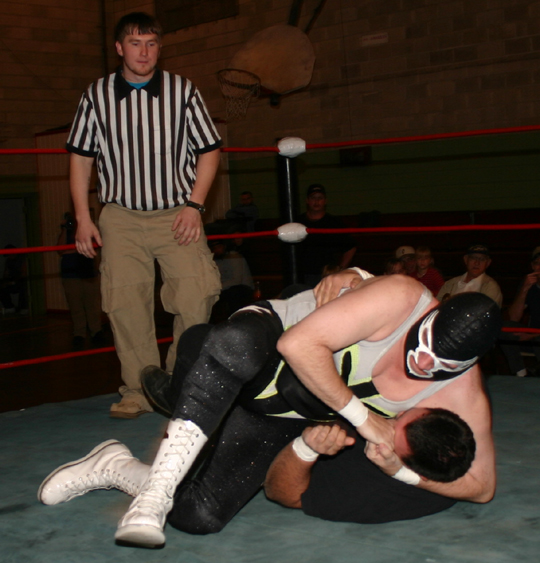
プロレスの試合での袈裟固の一種グランドヘッドロック

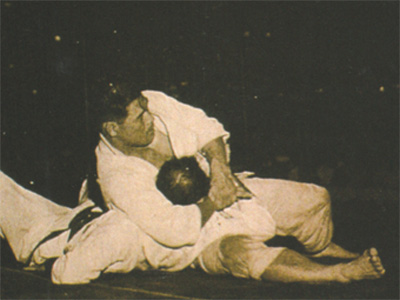
袈裟固の一種グランドヘッドロックでエリオ・グレイシーを苦しめる木村政彦

鉤袈裟固（かぎけさがため）は相手の首を抱える腕の手で自らの腿を掴む「枕」という技術を使った袈裟固。MMAでは鉤袈裟固は袈裟固の基本形より片腕で相手の頭部を抱えて固めやすく、もう一方の空いた手でパンチが打ちやすい。別名枕袈裟固（まくらけさがため）。崩袈裟固にも崩枕袈裟固、裏袈裟固といった他の「枕袈裟固」がある。崩袈裟固の枕袈裟固とは異なる技である。
試合での実例
- 2018年世界柔道選手権大会バクー女子78 kg級準々決勝戦

×マドレーヌ・マロンガ（フランス）　（2:21 技あり合せて一本 払巻込、袈裟固）　馬振昭（中国）〇
払巻込で技ありを取ってそのまま鉤袈裟固で抑え込んだ。

### グランドヘッドロック
グランドヘッドロックは両手を組んで腕で相手の頭を抱える袈裟固。レスリングでよく用いられる。頭を抱える腕の親指つけ根あたりを相手の後ろ首に当て、絞めると裸絞の一種、抱首となる。
試合での実例
- ワールドマスターズ2019女子63 kg級3回戦

〇クラリス・アグベニュー（フランス）　（0:47 一本）　エイミー・リブジー（イギリス）×

### 松葉袈裟固

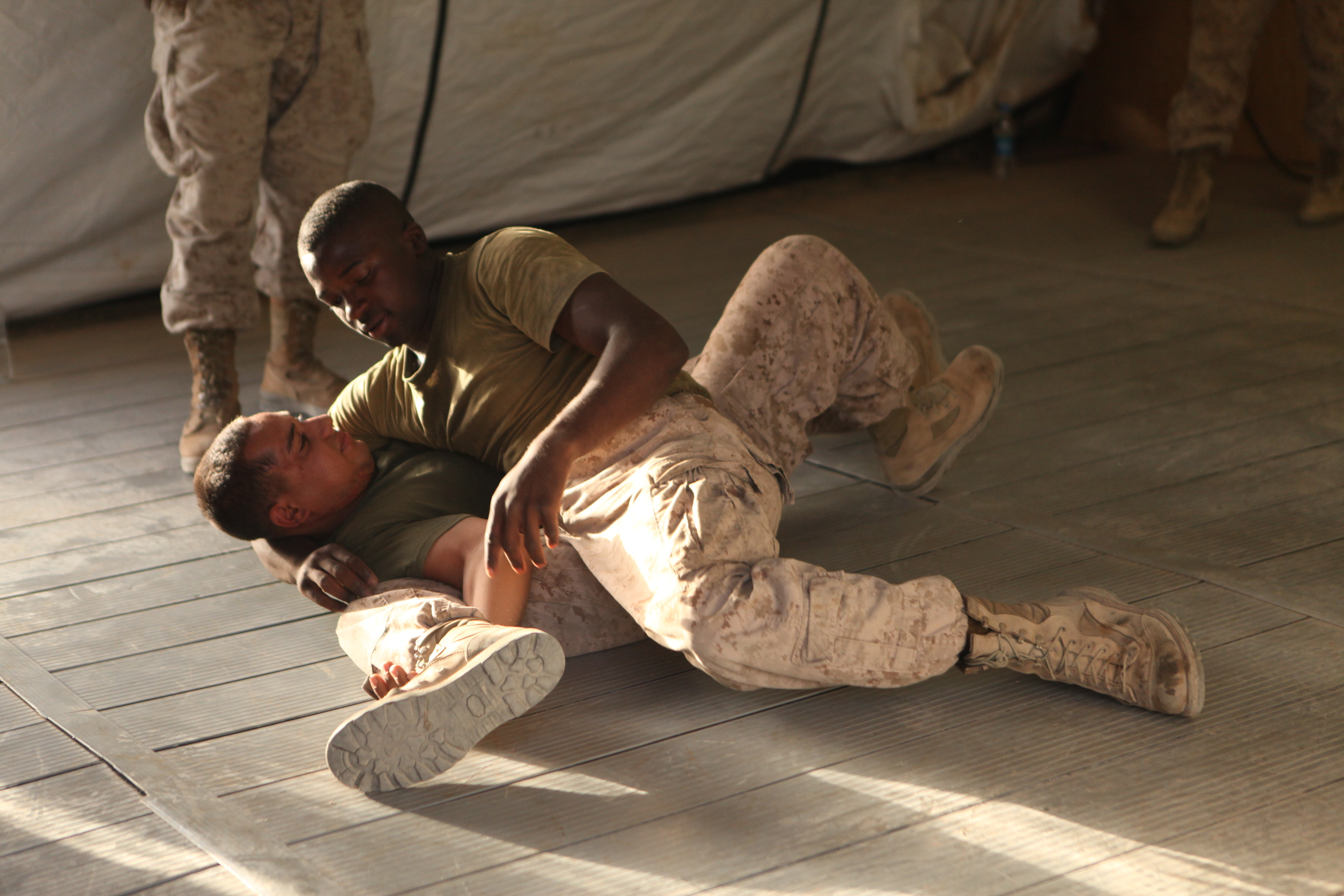
松葉袈裟固の実演

松葉袈裟固（まつばけさがため）は腕挫膝固のVクロスアームロックをかけながらの袈裟固。後袈裟固にも松葉袈裟固がある。

## 特徴
- 相手が亀姿勢よりも、立ち技から崩れたときに決まりやすい。
- 袈裟固自体は相手の動きで逃げられやすい（もっとも寝技に習熟した者が完璧に袈裟固を決めれば、ほぼ脱出は不可能）ため、抑え込みを掛けられる相手の逃げる方向により、横四方固や後袈裟固に変化することができる応用に優れた寝技といえる。

## 連携
連絡技としては、腰車と相性が良く、腰車で相手を投げた時、一本を取り切れなかった時に、そのまま、袈裟固に連絡して入る事が出来る。
「鬼の木村」と呼ばれた木村政彦は大外刈からの袈裟固を得意とした。
その他、多くの投げ技から連絡して抑えやすい技である。
また、袈裟固から後袈裟固に移行することも可能である。
他にも、袈裟緘や腕挫手固など取った相手の腕を伸ばしたりして自分の腿を支点にして肘関節を極める方法もある。

## 袈裟固系の技
袈裟固、崩袈裟固、後袈裟固、肩固を「袈裟固系の技」という。古流柔術では襷固（たすきがため）と呼ばれている。

## 分類と名称
講道館は固技の分類を制定した1985年（昭和60年）、この技の名称を「本袈裟固」とした。1995年9月、千葉市での国際柔道連盟 (IJF) 総会で制定したIJF技名称で名称を「袈裟固」とした。1997年（平成9年）4月1日に講道館は国際柔道連盟に合わせる形で当名称に変更した。